# Cafe unice
『cafe unice』（カフェ・ユナイス）は、2005年5月9日にcontemodeより配信されたcapsuleのデジタルシングルである。
本作は、代官山駅周辺で当時営業されていたカフェUNICE（現：B1FLAT）とのコラボレーションの一環として制作され、エキサイト・ミュージック・ストアにてのみ配信されていたが、2007年9月30日、同ストアの閉店に伴って配信が終了した。再販売は一切行われていない。同ストアのアルバム紹介ページでは、アーティスト名がcapsuleになっているが、ジャケットでは、メンバーである中田ヤスタカの名前のローマ字表記『yasutaka nakata』となっている。また、発売日についても、アルバム紹介ページでは5月9日となっているが、コラボサイトでは5月2日となっている。本ページでは、情報揺れが存在する場合は、ほぼ全てエキサイト・ミュージック・ストアのアルバム紹介ページのものに準拠するものとするが、同ストアで本作がアルバムとして販売されていた点は考慮しない。

## 楽曲について
1.cafe unice(contemode extended mix)
上記のコラボレーションの一環として制作された楽曲。期間中は店内BGMとして流されていた。配信や販売終了については上記の通りであり、再販売は一切行われていない。表記について、エキサイト・ミュージック・ストアのアルバム紹介ページでは、上記の通りだが、capsuleとエキサイト・ミュージックとのコラボサイトでは、「unice」と「(」の間にスペースがある。

## 収録曲について
全作詞・全作曲：中田ヤスタカ
| #  | タイトル                               | 作詞 | 作曲・編曲 | 時間 |
| -- | -------------------------------------- | ---- | ---------- | ---- |
| 1. | 「cafe unice(contemode extended mix)」 |      |            | 6:05 |